# Фатос Нано
Фатос Танас Нано (на албански: Fatos Thanas Nano) е албански политик, бивш премиер на Албания.
Основател е на Албанската социалистическа партия, реформираната Албанска партия на труда.
Има научна степен в политическата икономия, както и професура по икономика в Тиранския университет.
Роден е в Тирана на 16 септември 1952 г. Става комунист, а по-късно социалистически лидер.
Предложен е за премиер през февруари 1991 г. от тогавашния президент Рамиз Алия, но през юни същата година е принуден да се откаже поради всенародни протести и стачки. За втори път е министър-председател на Албания от 24 юли 1997 г. до 2 октомври 1998 г.
Нано става премиер на Албания за трети път на 25 юли 2002, след като е назначен от президента Алфред Моисиу. На този пост остава до 11 септември 2005 година, когато е заменен от основния си опонент в страната Сали Бериша.